# Vallée de Spiti
La vallée de Spiti  est une vallée aride de montagne localisée dans les hauteurs des montagnes de l'Himalaya, dans le district de Lahul et Spiti (Himachal Pradesh). Elle possède une culture bouddhiste particulière, similaire à celle du Tibet et du Ladakh.

## Toponymie
Le nom de « Spiti » signifie « la terre du milieu », c'est-à-dire la terre entre le Tibet et l'Inde.

## Géographie

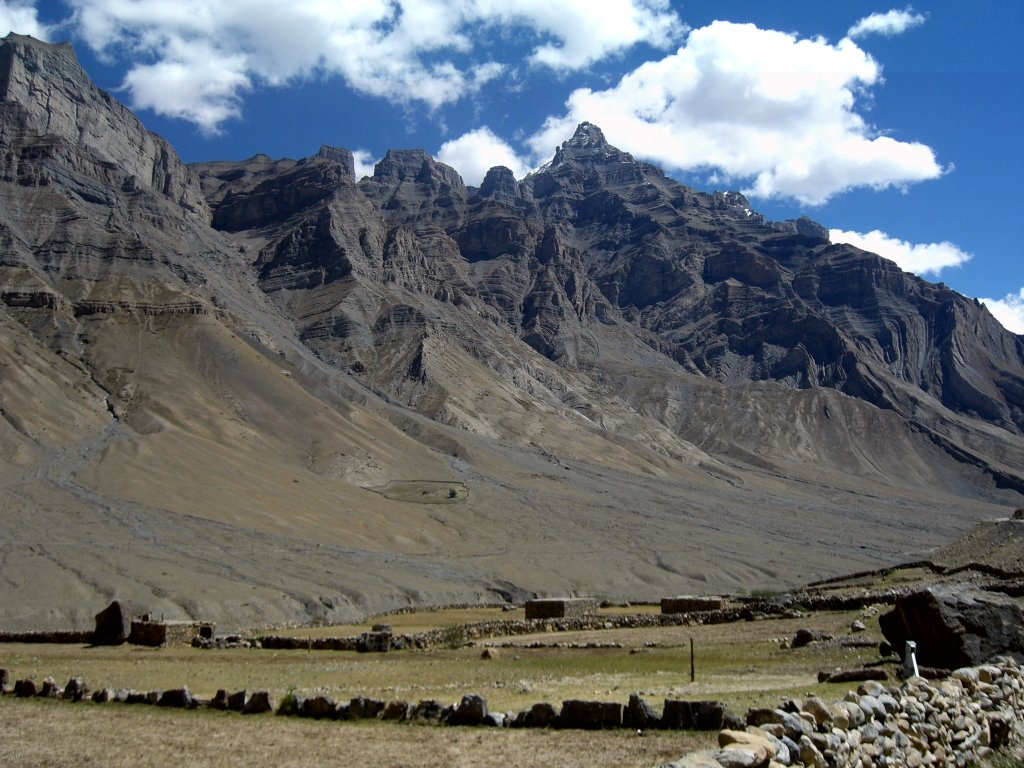
Vue de la vallée de Pin, vallée latérale de la vallée de Spiti.

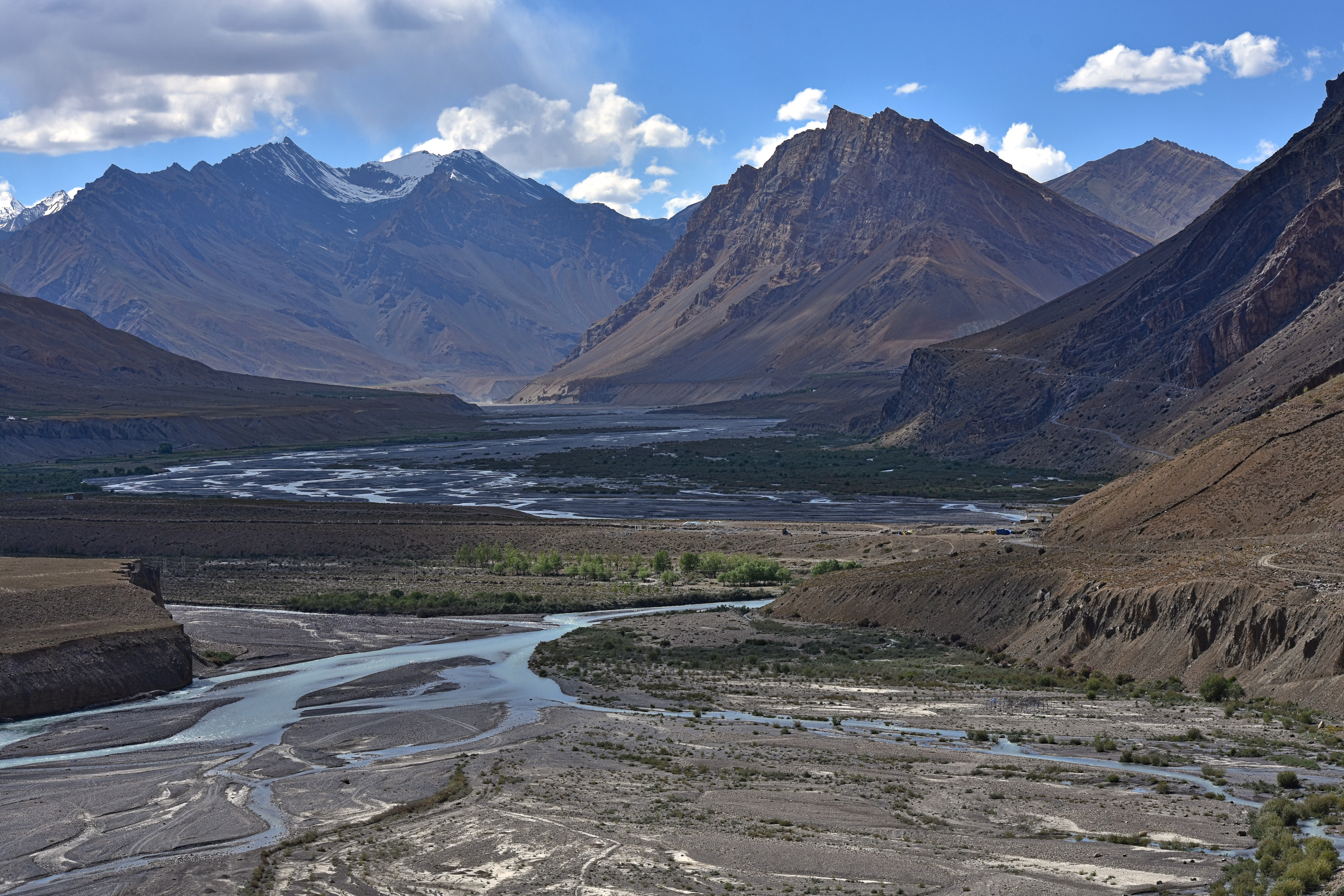
Vue de la vallée de Spiti avec sa rivière, au-dessus de Kaza (Himachal Pradesh), dans le district de Lahaul et Spiti, à 3600 m d'altitude.

La vallée et la région environnante sont une des régions les moins peuplées de l'Inde et constituent un point d'entrée de l'extrême nord du pays. La vallée se trouve au Nord-Est de l'État indien de l'Himachal Pradesh, et est une partie du district de Lahaul et Spiti. Elle est traversée par la rivière éponyme. Le siège principal sous-divisionnaire (la capitale) est Kaza, situé le long de la Spiti à 3 800 mètres d'altitude. 
Le Lahaul et Spiti est entouré par de hautes montagnes. Le col de Rohtang, à 3 978 m, sépare le Lahaul et Spiti de la vallée de Kulu. Lahaul et Spiti sont séparés l'un de l'autre par le haut col de Kunzum, à (4 590 m). Une route relie les deux divisions, mais elle est fermée fréquemment en hiver et au printemps en raison des fortes neiges. De la même manière, la vallée est coupée du nord jusqu'à 8 mois dans l'année du fait des fortes chutes de neige et de conditions glaciales. Une route au sud vers l'Inde est parfois fermée pour de brèves périodes durant les orages d'hiver de novembre à juin, mais l'accès à la route est d'ordinaire restauré quelques jours après la fin des orages via Shimla et la vallée de Sutlej dans le district de Kinnaur.

## Culture

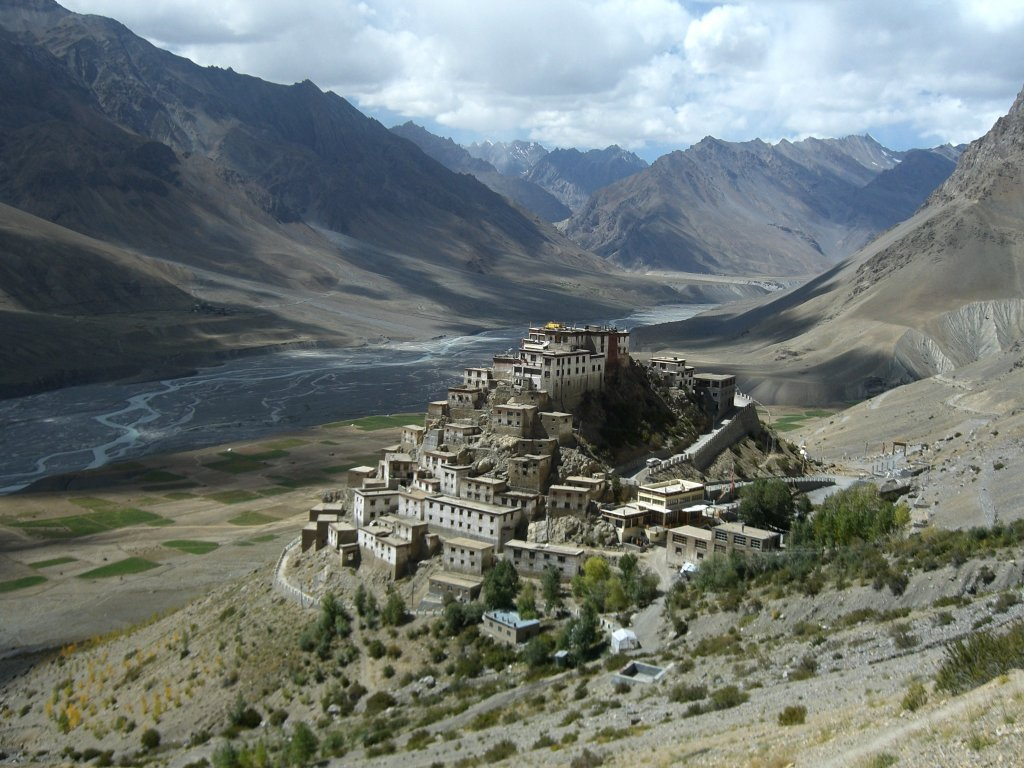
Vue du monastère de Key, symbole de la vallée de Spiti

La vallée de Spiti est un centre culturel et spirituel pour les bouddhistes. On y trouve entre autres le monastère de Key et le monastère de Tabo, un des plus vieux monastères bouddhistes au monde et un des préférés du Dalaï Lama.
C'est dans la vallée de Spiti qu'ont été tournées les prises de vue extérieures d'un film indien tourné en 2006 Milarépa : La Voie du bonheur, un conte d'aventure biographique d'un des bouddhistes parmi les plus célèbres Yogi.
La vallée de Pin, vallée latérale de la vallée de Spiti, accueille les rares lamas survivants de l'école Nyingmapa du bouddhisme. 
La petite ville de Manali était la première étape de l'ancienne route vers le Ladakh et, de là, après le col du Karakoram vers Yarkand et Khotan dans le bassin du Tarim.